# EC-130
EC-130 — сімейство літаків, розроблених на базі класичного варіанту військово-транспортних літаків C-130 «Геркулес» та C-130J «Супер Геркулес» фірми Lockheed, для виконання завдань спеціальних операцій, переважно для проведення інформаційно-психологічних операцій та радіоелектронної боротьби.

## Модифікації
- EC-130E Airborne Battlefield Command and Control Center (ABCCC) — повітряний пункт управління, створений на базі літака C-130E, що становить платформу системи управління військами наземними та повітряними компонентами тактичного різня. Перебували у складі ВПС до 2002 року, потім їх змінили E-8 «Джойнт Старз» та E-3 AWACS
- EC-130E Commando Solo — ранішня версія повітряної платформи для проведення психологічних операцій на базі C-130E з встановленням електронного оснащення з застарілого EC-121S «Коронет Соло». Літаки застосовувалися в операціях «Дезерт шторм», «Підтримка демократії», «Свобода Іраку», «Нескорена свобода». З 2006 поступово замінені на EC-130J Commando Solo.
- Lockheed EC-130H Compass Call — повітряний пункт електронного придушення радіоелектронних засобів противника на базі C-130H. Літак володіє потужними засобами РЕБ, здатними придушити роботу засобів управління та контролю противника та порушити його систему управління військами з метою підтримки авіаційних та інших компонентів, зокрема сил спеціальних операцій.
- EC-130J Commando Solo — модифікована версія C-130J «Геркулес» для ведення психологічних операцій, а також з метою мовлення засобів військово-цивільного адміністрування на частотах AM, FM, HF, TV та військових каналах зв'язку. Літак здатний довготривало вдень чи вночі патрулювати в повітрі на максимальній висоті для більшої ефективності роботи засобів пропаганди; має обладнання для дозаправлення у повітрі.
- EC-130Q Hercules TACAMO — літак військово-морських сил США, повітряний пункт управління берегового базування, призначений для забезпечення роботи вищого керівництва ВМС підводними човнами-носіями балістичних ракет за єдиним інтегрованим оперативним планом (англ. Single Integrated Operational Plan, SIOP). Для забезпечення надійності та стійкості процесу управління, в разі необхідності TACAMO діє автономно на значній відстані від решти повітряних пунктів управління. Замінений на E-6 «Мерк'юрі».